# Juanelo Turriano
Juanelo Turriano o Janello Torriani (Cremona, Milanesado, Italia, c. 1500-Toledo, España, 13 de junio de 1585) fue un ingeniero e inventor italiano naturalizado español. Es conocido como el relojero milanés que acompañó a Carlos I al Monasterio de Yuste.

## Biografía
Nacido en Cremona hacia 1500, apenas se conocen datos de sus primeros años de vida. Llegó a España en 1556 llamado por Carlos I y, ya como Juanelo Turriano, fue nombrado relojero de Corte y construyó para este rey dos famosos relojes astronómicos, el Microcosmo y el Cristalino, que le hicieron ser conocido en su época, porque eran capaces de indicar la posición de los astros en cada momento, con el objeto de realizar interpretaciones astrológicas.

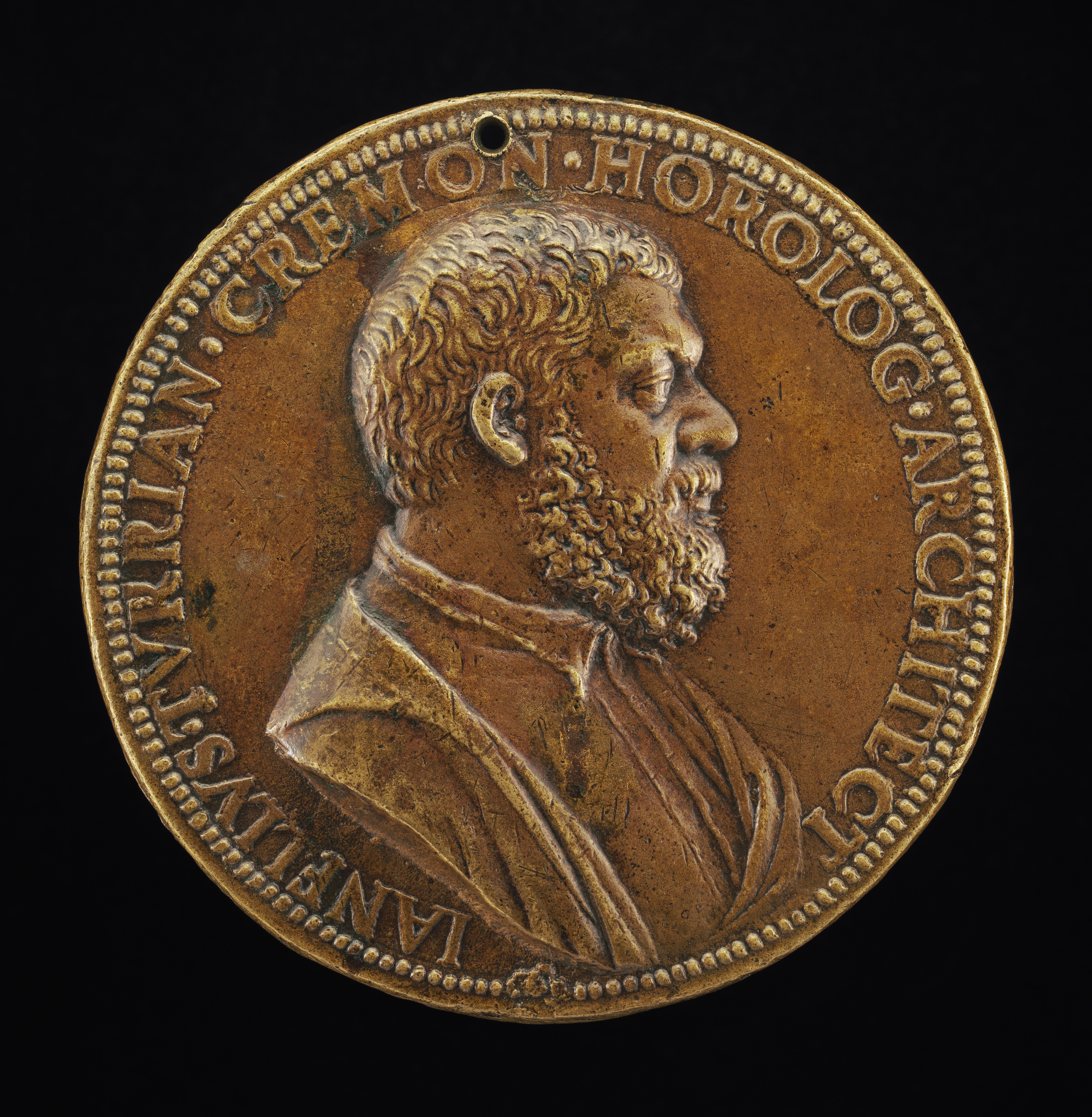
Jacopo da Trezzo, medalla de Turriano con la inscripción «ianellus. turrian. cremon. horolog. architect» (Juanelo Turrriano cremonés, relojero y arquitecto). Washington D. C., National Gallery of Art

Al final de la vida de Carlos I, construyó parte del palacio del rey en Yuste. Uno de los estanques construidos por Torriani o Turriano produjo una acumulación de aguas estancadas que generaron la proliferación de mosquitos, que picaron al rey y le produjeron su muerte tras un mes de agonías y fiebres por paludismo.
Felipe II le nombró Matemático Mayor. Reclamado por el papa Gregorio XIII, participó en la reforma del calendario. Vuelto a España, Juan de Herrera le encarga el diseño de las campanas del Monasterio de El Escorial.
Trabajó y vivió en Toledo desde 1534, donde murió el 13 de junio de 1585 en la indigencia.

## Inventos

### Artificio de Juanelo

Esquema del Artificio de Juanelo

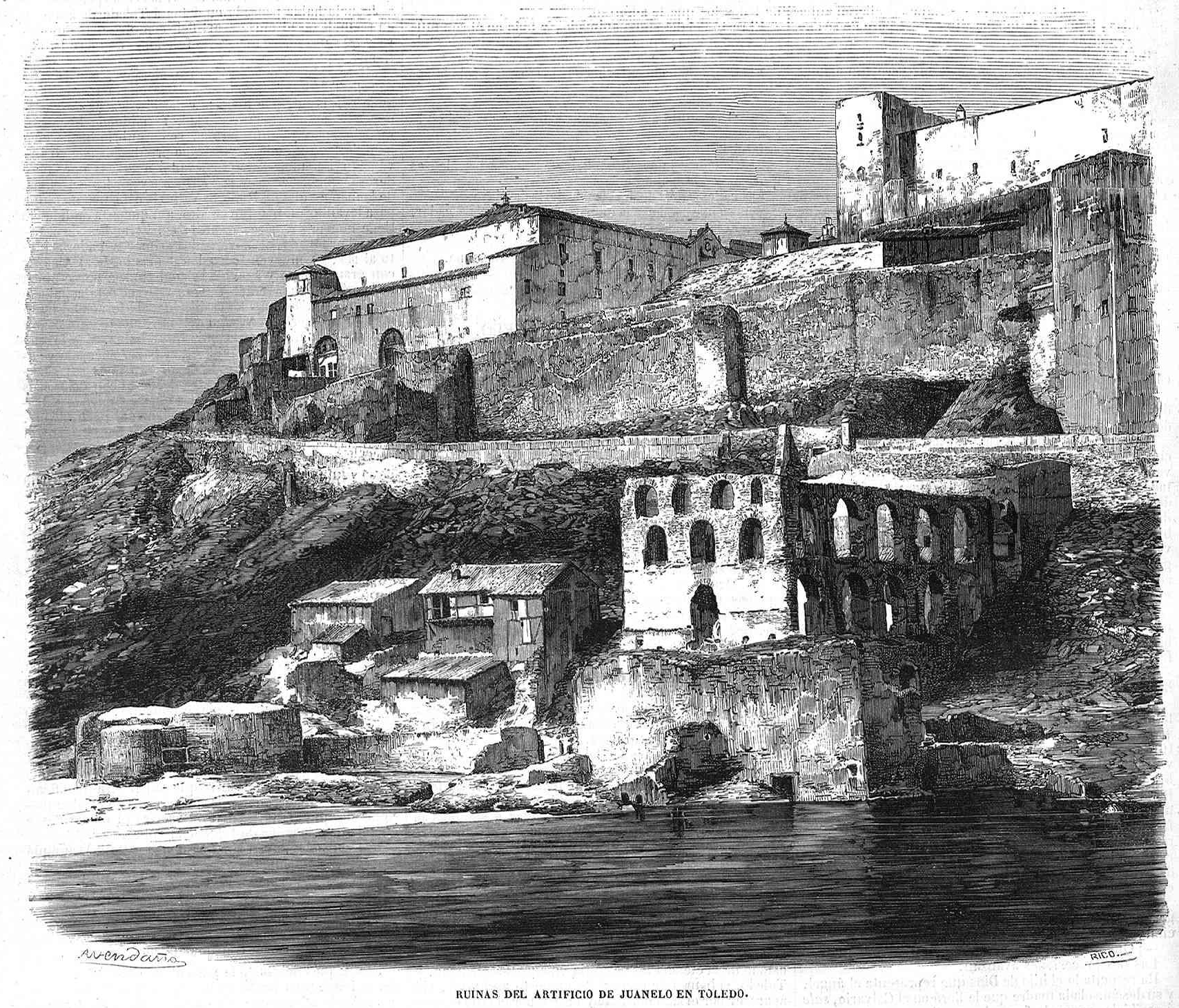
Ruinas del artificio de Juanelo en Toledo.

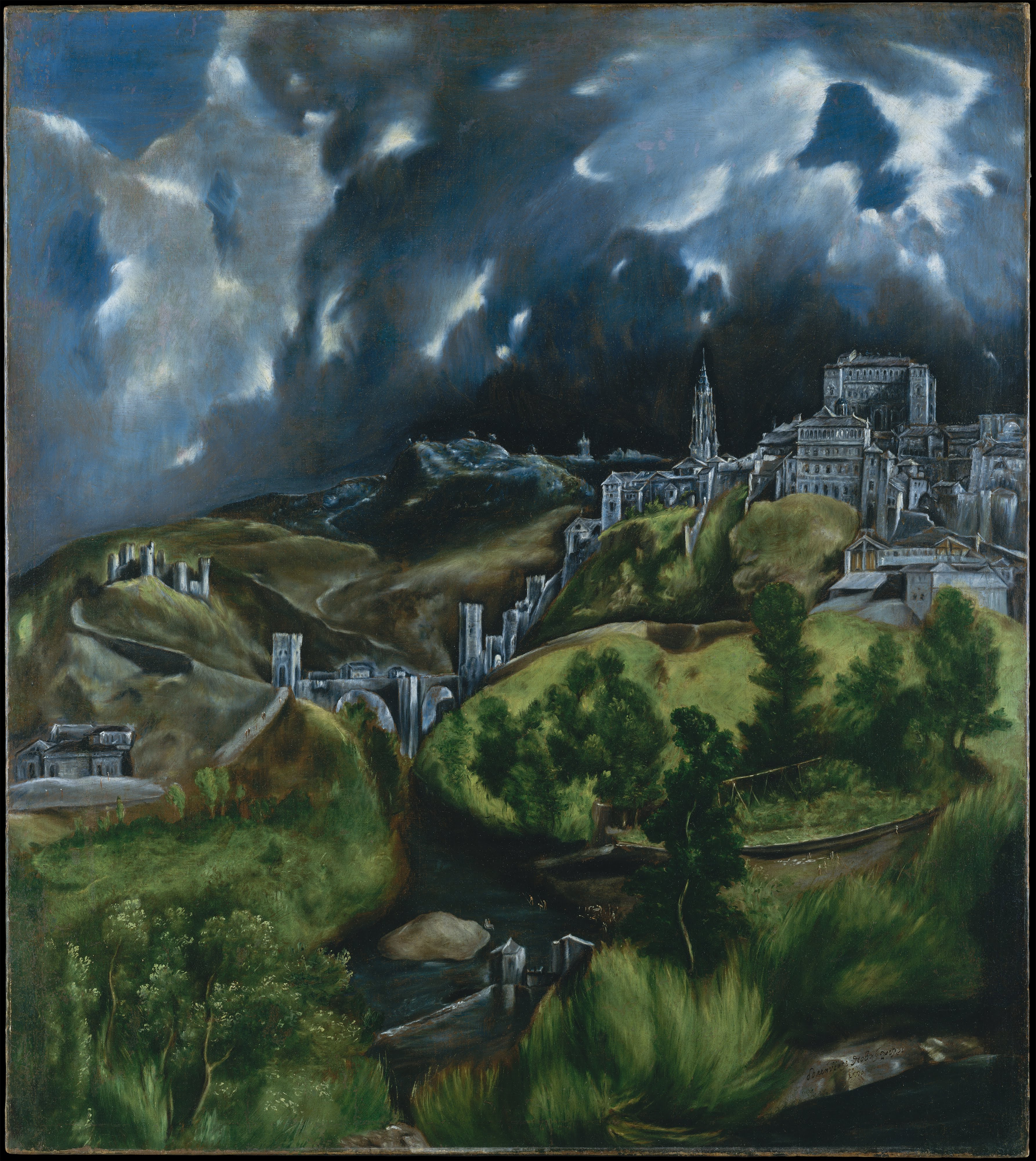
Cuadro de El Greco con una vista de Toledo donde se ve el artificio de Juanelo.

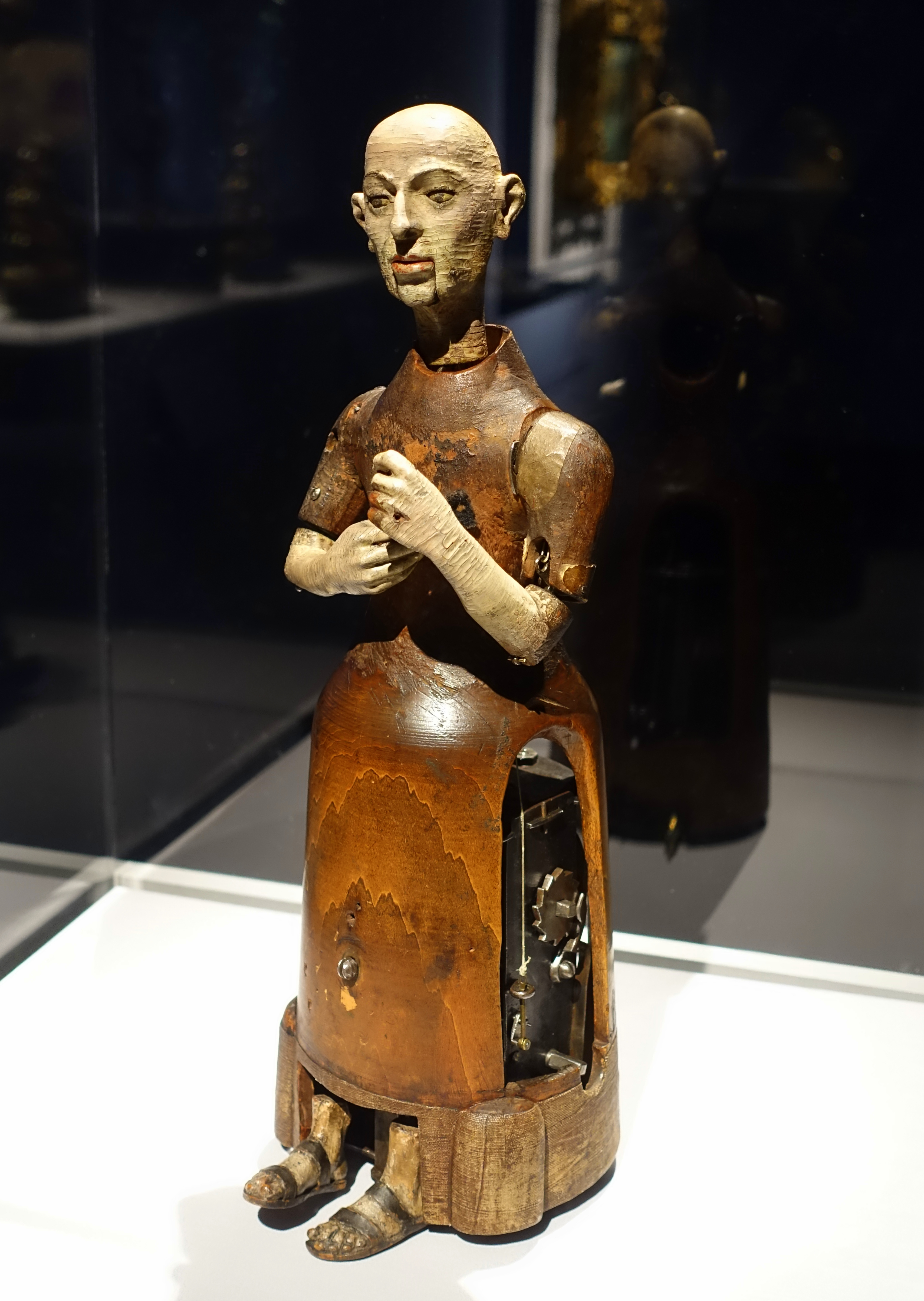
El monje autómata exhibido en el Museo Metropolitano de Arte de Nueva York en 2020.

Por lo que es más conocido es por la máquina hidráulica que construyó para subir el agua a Toledo desde el río Tajo, conocida como el Ingenio de Toledo o Artificio de Juanelo. Sobre su funcionamiento hay aún controversias, más o menos aclaradas desde el clásico trabajo del ingeniero Luis de la Escosura Morrogh (1888), hasta el más reciente Modelo con escaleras de Valturio (2009) (siendo incluso recreado en la Exposición Universal de Sevilla en 1992 con el objetivo de hacer funcionar un reloj y durante la cual se mantuvo en funcionamiento). Lo cierto es que la máquina conseguía llevar el agua del río Tajo hasta el Alcázar, situado a casi 100 metros por encima del cauce del río. Basado en el uso de la propia energía hidráulica del río Tajo, constaba de gran cantidad de «cucharas» o «brazos de madera», engranados de modo ingenioso, que se iban pasando el agua los unos a los otros, en altura creciente, de tal manera que podía elevar gran cantidad de agua salvando el desnivel. Al parecer se mantuvo en funcionamiento, con un rendimiento cada vez menor a medida que envejecía y se deterioraba, hasta el año 1639. Se ha calculado que en su mejor momento podía ascender en torno a 16-17 metros cúbicos al día (16-17 mil litros).
Según las fuentes escritas, se construyeron dos artificios semejantes: el primero, encargado por el Ayuntamiento, debía llevar el agua hasta el Alcázar como cota más alta de la ciudad, pero el ejército, propietario del Alcázar, se negó a repartir estas aguas con la ciudad. Así, el ayuntamiento encargó otro, que Juanelo ejecutó.
El problema de Juanelo, que prácticamente le llevó a la tumba, era que nadie quería pagar el primero de los artificios: el Ayuntamiento porque no recibía las aguas y el ejército porque no había firmado ningún contrato. Entre unos y otros, Juanelo se arruinó y fue enterrado modestamente en un convento toledano.

### Hombre de Palo
Existen dudas sobre su naturaleza y función, pero la leyenda más extendida en la ciudad de Toledo afirma que consistía en un aparato antropomórfico de madera, construido con el fin de recolectar limosnas, y con capacidad para mover piernas y brazos.
Algunas versiones poco verosímiles de la leyenda dicen que dicho artefacto era capaz de andar buscando la caridad de los viandantes, y que incluso era capaz de inclinarse en una reverencia cuando recibía alguna moneda. No hay muchos documentos históricos acerca de la naturaleza del autómata, ya que fue quemado cuando aún Turriano estaba con vida, pero ha quedado constancia del punto donde se localizaba: la antigua calle de las Asaderías de Toledo, actualmente denominada "Calle del Hombre de Palo".
Existe una curiosa teoría, según la cual Doménico Teotocopulos, El Greco, en su obra "El entierro del Conde de Orgaz" expone quiénes ocultaron el armazón del autómata. Para ello, se basa en las escenas que adornan las vestiduras de las apariciones celestiales, en el misterioso monje de hábito gris, y en el paje que, en primer término, señala claramente el símbolo rosacruz en una de las túnicas.
Es fama que allí construyó un autómata de madera, llamado el Hombre de palo, aunque de momento no se ha podido demostrar que llegase a existir como tal, una calle de la ciudad lo recuerda por este hecho.

### Monje del Instituto Smithsoniano
El Instituto Smithsoniano de Washington posee en su colección un monje dotado de un mecanismo de relojería atribuido a Juanelo Turriano, que posiblemente data de 1560. El autómata es impulsado por un resorte de cuerda y camina describiendo un recorrido cuadrado, golpeándose el pecho con el brazo derecho, mientras sube y baja una pequeña cruz de madera y un rosario en su mano izquierda, girando y asintiendo con la cabeza, poniendo los ojos en blanco y murmurando exequias silenciosas. De vez en cuando, se lleva la cruz a los labios y la besa.

### Otros
Además inventó una especie de ametralladora rudimentaria y algunas máquinas voladoras, diseñadas y también construidas por él.
A Juanelo se la atribuyó ser el autor de los Veintiún Libros de los Ingenios y Máquinas, obra editada en su integridad por la Fundación Juanelo. El léxico ha descartado su atribución al ingeniero cremonés. Al parecer también escribió otros muchos libros y tratados, aunque como eran de temas militares se consideraron secretos en la época en la que vivió y no llegaron a ver la luz en su momento, siendo publicados muchos años después.
Turriano fue contemporáneo del también célebre científico e inventor Blasco de Garay, quien también residía en Toledo e igualmente estaba al servicio del Emperador.

## Juanelo Turriano en la literatura y la cultura popular
- En el año 2000 fue publicada una aproximación biográfica a la figura de Juanelo Turriano. Se trata de la novela Las Grullas del otoño volaron sobre el Tajo (Un ingenio para el César) del escritor Ricardo Sánchez Candelas, libro en el que se narran los últimos años de la vida de Turriano.[20]
- En el mismo año, el escritor Jesús Ferrero publicó Juanelo o el hombre nuevo, cuyo protagonista es la creación de Turriano.[21]
- En 2002 el periodista Baltasar Magro escribió El círculo de Juanelo, novela que trata sobre un estudio de la vida de Juanelo Turriano hecho por unos amigos durante la época de Franco.[22]
- En la novela de José Vicente Pascual titulada El ingeniero y el rey, aparece Juanelo como detective en Yuste, días antes de morir el emperador Carlos I.[23]
- La novela Memorias de un Hombre de Palo de Antonio Lázaro gira en torno a la figura de Juanelo en su etapa toledana.[24]
- También aparece en la novela La llave maestra de Agustín Sánchez Vidal[25] y se le menciona en la novela Los tiempos del odio de Rosa Montero.[26]
- Aparece mencionado en el capítulo I del Libro II de la obra de Francisco de Quevedo El Buscón.
- Aparece mencionado en el capítulo 18 del libro "Los tiempos del odio" de Rosa Montero.